# ورزشگاه ملی تایلند
ورزشگاه ملی تایلند (تایلندی: สนามกีฬาแห่งชาติ or กรีฑาสถานแห่งชาติ) یا ورزشگاه سوپاچالاسای یک مجموعه ورزشی در شهر بانکوک، تایلند است.
این ورزشگاه که در سال ۱۹۳۵ تأسیس شده دارای ۳۵٬۰۰۰ نفر ظرفیت می‌باشد و میزبان جام ملت‌های آسیا ۲۰۰۷ و سه دوره بازی‌های آسیایی (۱۹۶۶، ۱۹۷۰ و ۱۹۷۸) بوده است.

## نگارخانه

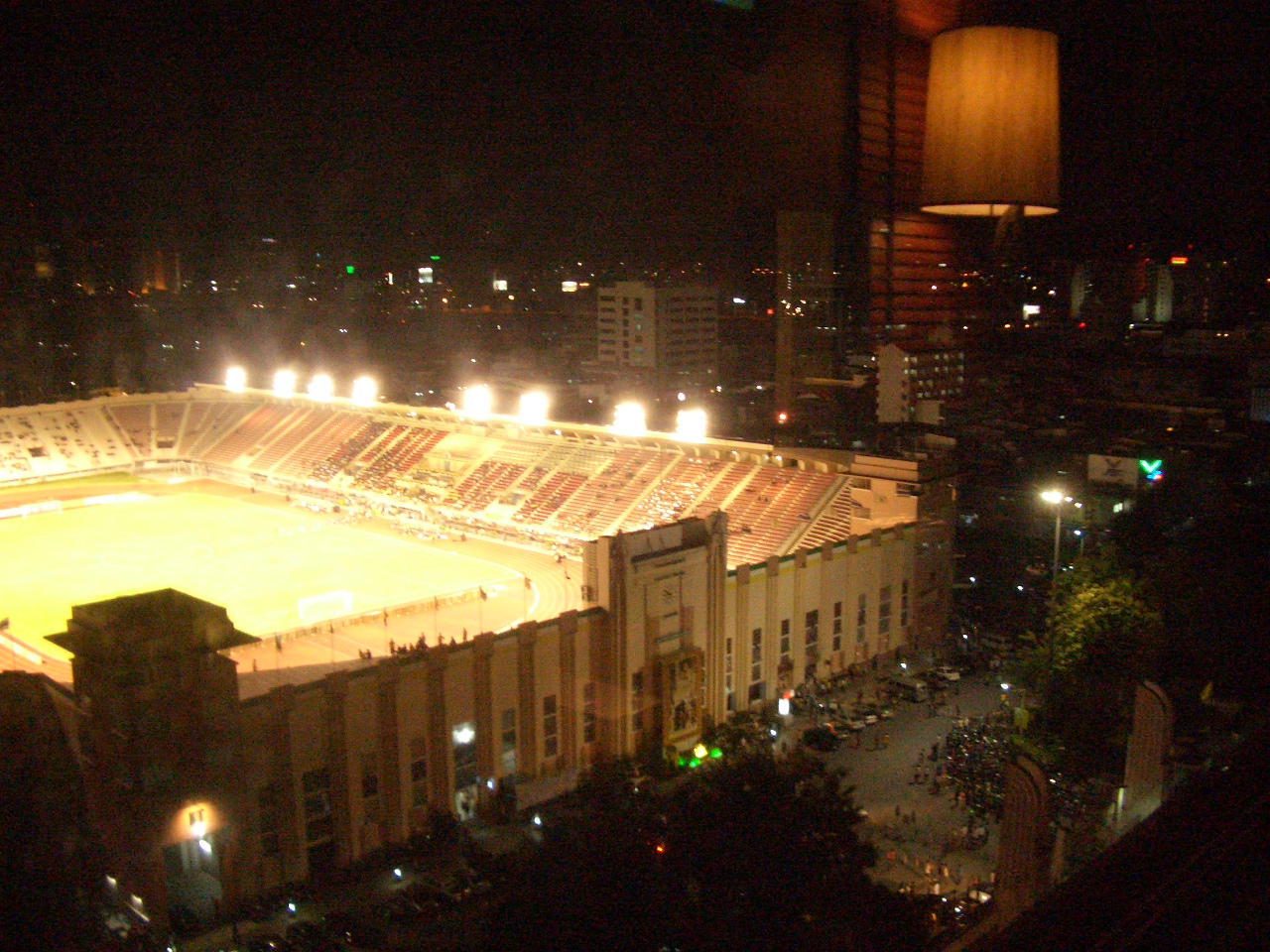
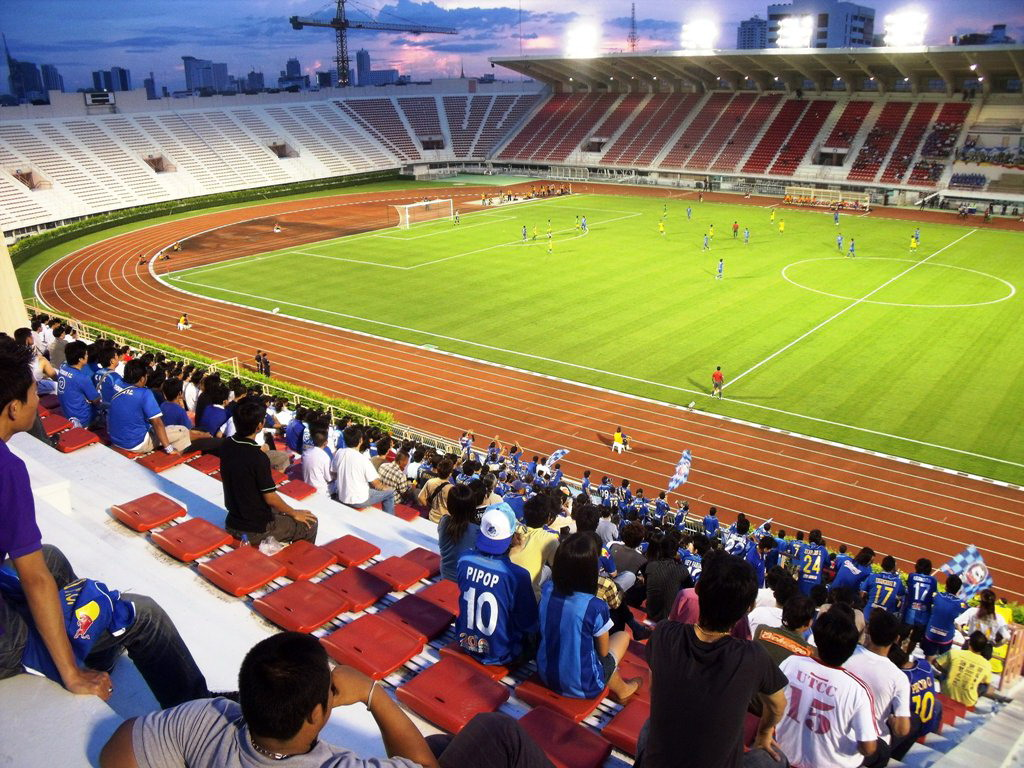
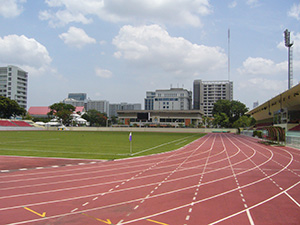